# رالف فولتر
رالف فولتر (بالألمانية: Ralf Wolter)‏ (و. 1926  م) هو ممثل أفلام ألماني، ولد في برلين.

## وصلات خارجية
- رالف فولتر على موقع IMDb (الإنجليزية)
- رالف فولتر على موقع ألو سيني (الفرنسية)
- رالف فولتر على موقع ميوزك برينز (الإنجليزية)
- رالف فولتر على موقع أول موفي (الإنجليزية)
- رالف فولتر على موقع قاعدة بيانات الأفلام السويدية (السويدية)
- رالف فولتر على موقع ديسكوغز (الإنجليزية)
- رالف فولتر على موقع قاعدة بيانات الفيلم (الإنجليزية)
- رالف فولتر على موقع كينوبويسك (الروسية)